# Salem, Massachusetts
Salem är en stad i Massachusetts. Salem är administrativ huvudort (county seat) i Essex County tillsammans med orten Lawrence. Befolkning 44 480 (2020). Staden grundades av Roger Conant 1627 med namnet Naumkeag, och fick 1629 sitt nuvarande namn.
Det finns ett flertal städer runt om i världen med namnet Salem. Salem i Massachusetts är en av de mest kända, och detta på grund av de beryktade häxprocesser som ägde rum här 1692-1693. Processerna resulterade i 19 verkställda dödsdomar och ytterligare ett antal döda, främst på grund av umbäranden i fängelset.
Den berömde författaren Nathaniel Hawthorne föddes i Salem 4 juli 1804, vid en tid när staden hade sin storhetstid, med stor utrikeshandel och fiske.
En omfattande brand förstörde stora delar av staden 1914.

## Bilder

Arbete i varven, 1770-talet.
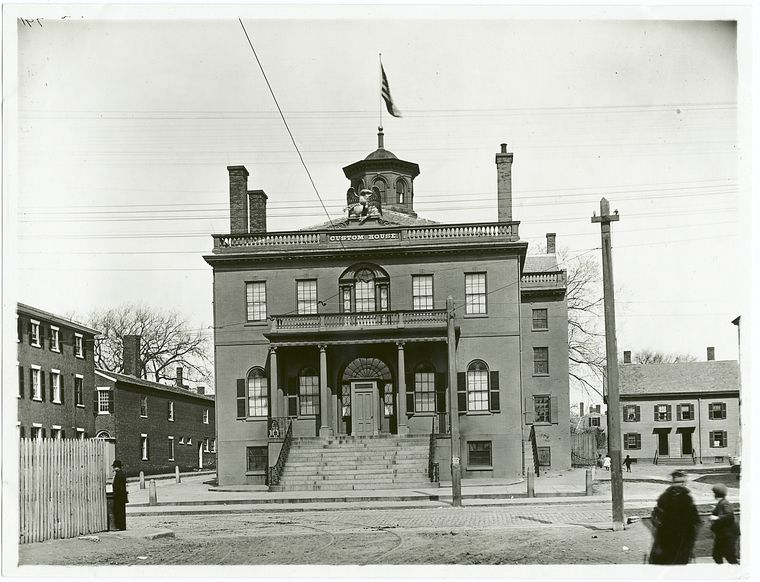
Gamla tullhuset, 1885.
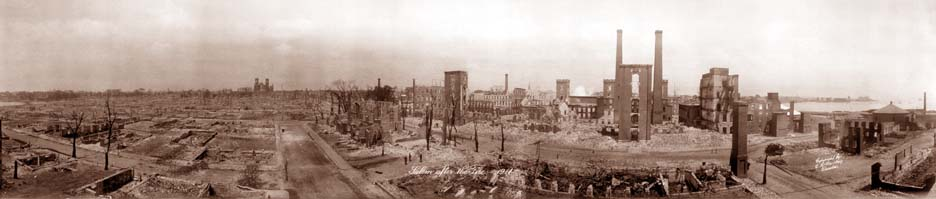
Salem efter branden 1914.
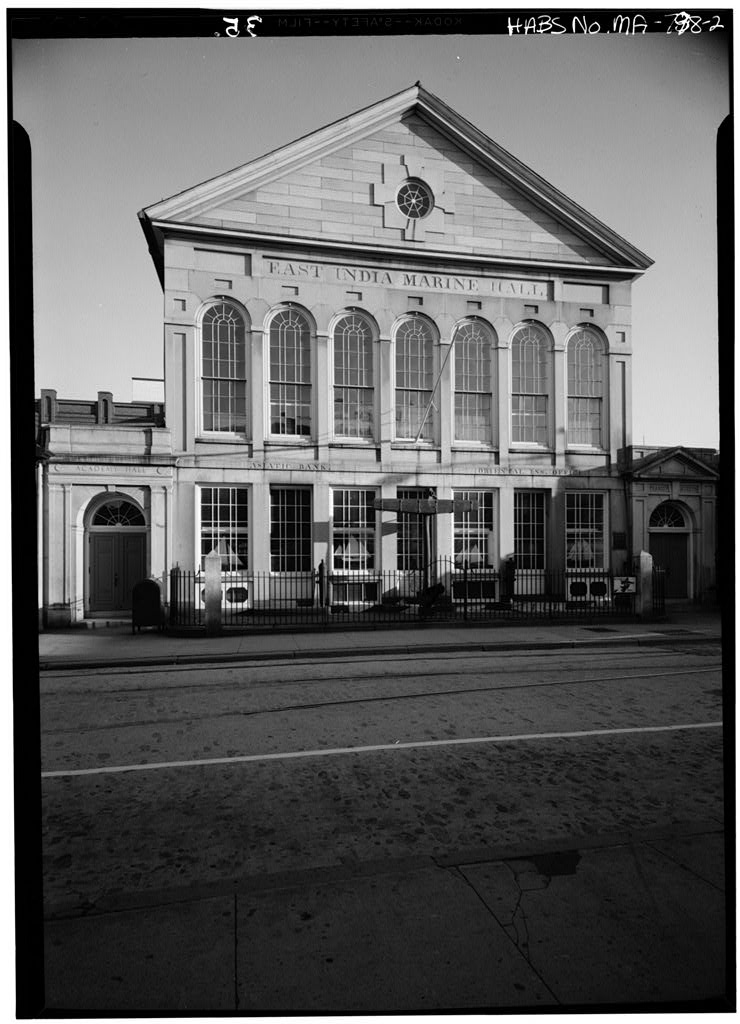
East India Marine Hall.
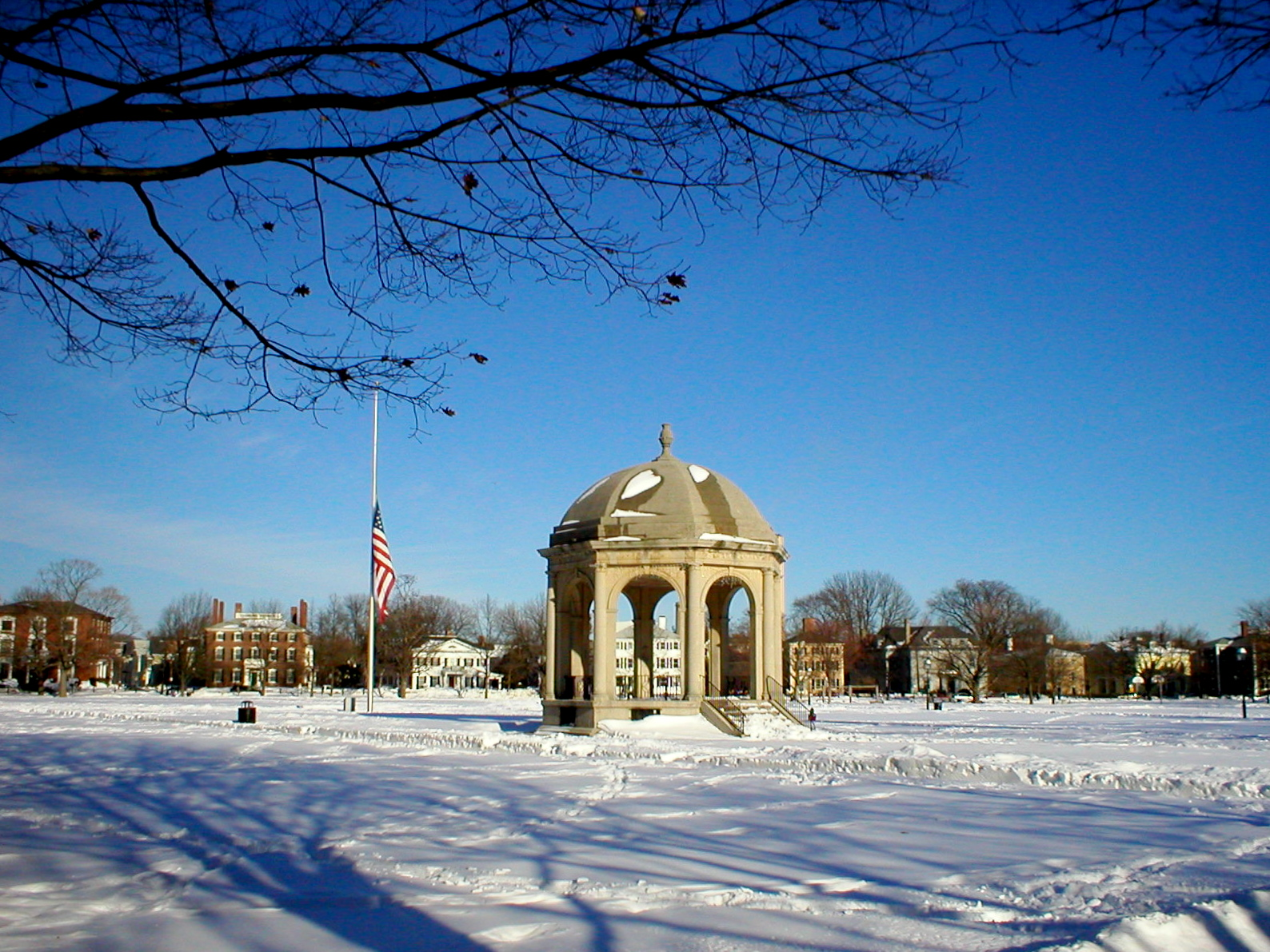
Salems historiska allmänning.
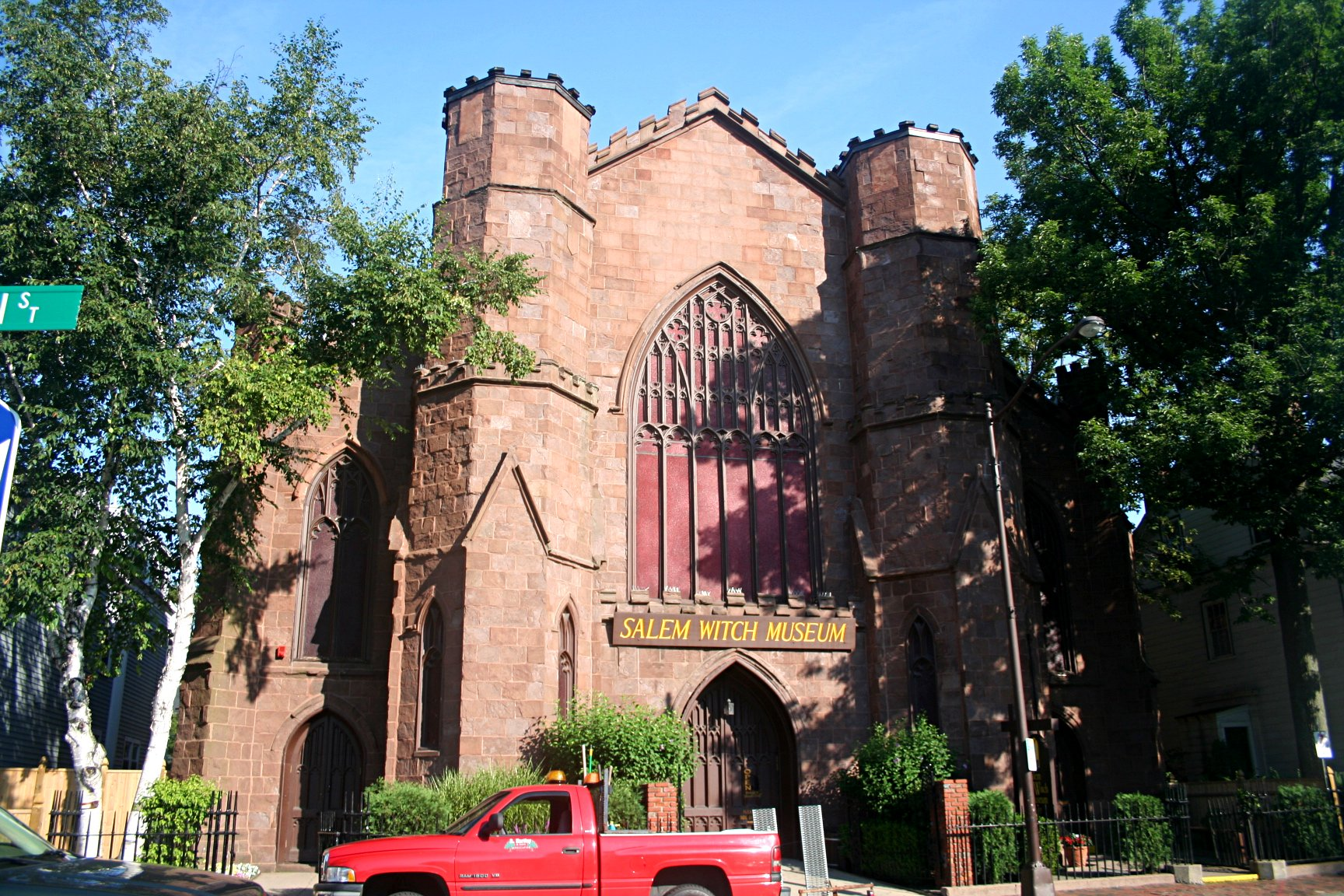
Häxmuseet.
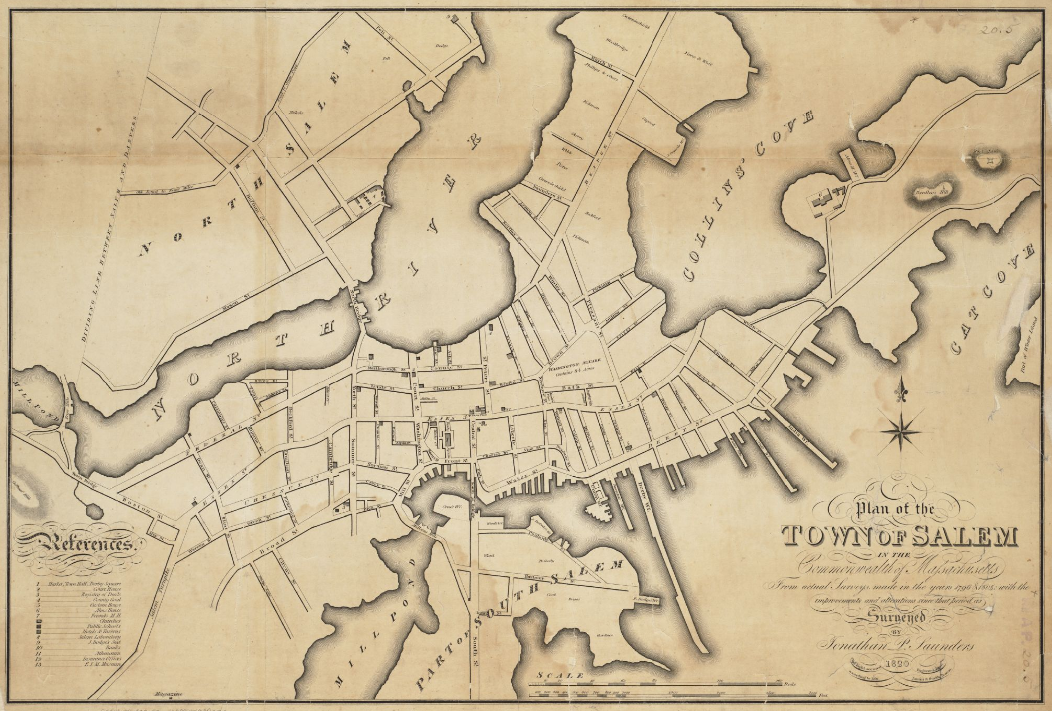
Salem  - 1820

### Fotnoter
1. ↑  United States Census 2010, läs online, läst: 9 juli 2020.[källa från Wikidata]
2. ↑  United States Census Bureau (red.), USA:s folkräkning 2020, läs online, läst: 1 januari 2022.[källa från Wikidata]
3. ↑  hämtat från: franskspråkiga Wikipedia.[källa från Wikidata]
4. ↑  läs online, www.salemnews.com  .[källa från Wikidata]
5. ↑  Lars Thomas (20 augusti 2010). ”Häxor och häxeri” (på svenska). Världens historia. http://varldenshistoria.se/samhalle/religionshistoria/haxor-och-haxeri. Läst 27 oktober 2017.